# フェラーリ・599GTBフィオラノ
599GTBフィオラノ（Ferrari 599 GTB Fiorano ）は、イタリアの自動車メーカーフェラーリが製造したV12エンジンFR二人乗りクーペタイプのグランツーリスモである。

## 概要
2006年のジュネーヴ・モーターショーにて初披露された599GTBフィオラノは、575Mマラネロの後継車種であり、フェラーリのフラグシップを担うFRの2シーターグランツーリスモである。5,999ccのエンジンを搭載することから「599」の名称が付けられた。「フィオラノ」は、北イタリアモデナ県フィオラーノ・モデネーゼにあるフェラーリのテストコース、フィオラノサーキットに由来する。
スタイリングは、ピニンファリーナに在籍していたジェイソン・カストリオタ（Jason Castriota）が手掛けた。構成部品の多くを612スカリエッティと共有するが、外観には相違が見られる。全体的に緩やかな曲面で構成されている612スカリエッティに比べ、各所にエアインテークとアウトレットを配し、フロント回りからリアフェンダーまでシャープなエッジが目立つ、ややスパルタンな印象となっている。カストリオタはデザインする際、365GTB/4を参考にしたという。Cピラーはヒドゥンピラーとなり、その外側にフィン状のフライング・バットレス（飛梁）が追加され、外観上の特徴の一つともなっている。
550、575M同様フロントにエンジンを搭載するが、強化されたエンジン（後述）と、空力特性の最適化により、最高速度は330 km/h以上に達する。日本での発表会にはスクーデリア・フェラーリの代表でフェラーリCEOのジャン・トッドが参加した。
なお、日本での正式な車名はフェラーリ・599となり、「GTB」や「フィオラノ」といったサブネームは付与されない。これは、日本ではすでに「GTB」をトヨタ自動車が、「フィオラノ」をオートバックスセブンがそれぞれ先に商標登録していたためである。2008年7月当時における日本での価格は3,458.7万円である。
2012年2月29日には後継車であるF12ベルリネッタが発表された。

## 特徴・機構

### ドライブトレイン

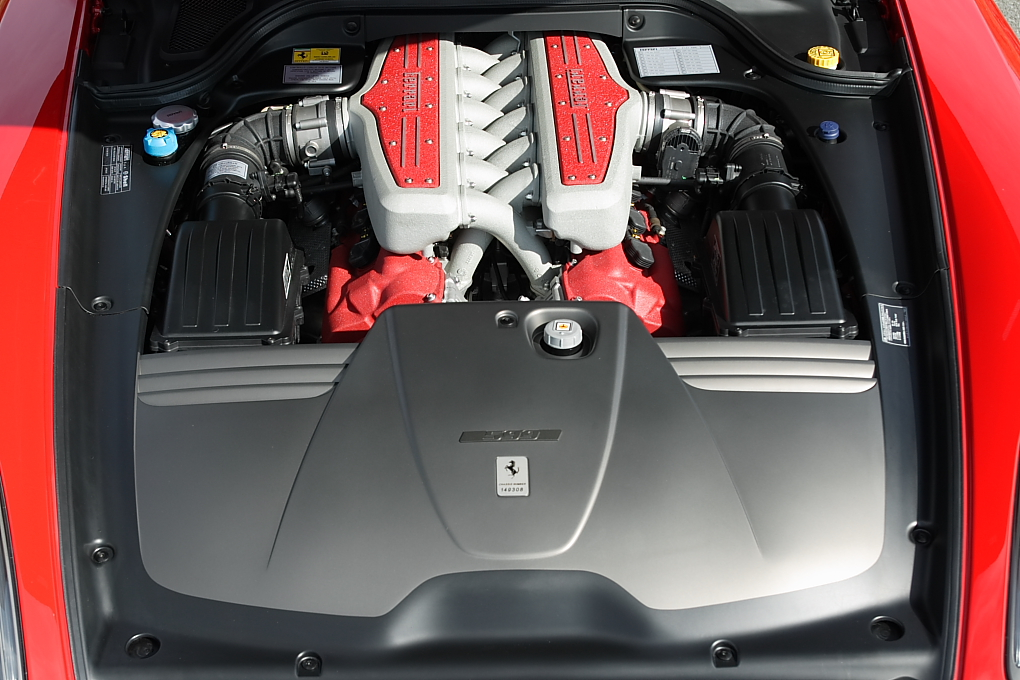
フロントに搭載のV12エンジン

エンジンは575Mの5.7 LV12エンジン（ティーポF133E）を改良したものではなく、エンツォフェラーリ用6.0 L V12エンジンをデチューンしたティーポF140Cである。575M比では105PSの出力アップ、2.0kgf·mのトルクアップを達成している。導入当時、フェラーリの量産ロードカーの中で最もパワフルなモデルとなった。また発売当時、このエンジンは、スーパーチャージャーやターボチャージャーなどの過給機を用いずに、排気量1リットルあたり100 hp (75 kW; 101 PS)を超える出力を記録した数少ないエンジンの1つでもあった。エンツォフェラーリで使用されていた元の仕様ではミッドマウントポジション構造により背が高く、前方視界を遮ってしまうため、599のエンジンベイに収まるように設計が変更された。
トランスミッションは従来の6速MTと、新世代の6速セミATであるF1スーパーファストが用意された。後者はパドルシフトを採用するとともに、575Mに搭載された、同じく6速セミATのF1マチックよりも変速時間が短縮されており、シフト時間は標準で100ミリ秒、HGTEパッケージでは85ミリ秒を実現した。ただし、日本にはF1スーパーファスト搭載車のみが導入された。生産されたMT車は全体でわずか30台、そのうち20台がアメリカ向けで、10台がヨーロッパに残ったため、フェラーリは将来のGTカーにおけるMT仕様のラインアップの拡大を断念することになった。599GTBフィオラノは、MTを装備した最後のV12エンジンを搭載したフェラーリとなった。
599は「F1 TRAC」と呼ばれる進化したトラクションコントロールも装備するが、オフにして走行することもできる。走行中にタイヤの内圧や、タイヤの温度をリアルタイムで車内に表示することができる。

### シャーシ
フェラーリGTカーで初となるアルミニウム製シャシーを採用しており、これは先代のスチール製チューブラーシャシーとは対照的だった。新しいシャシーは剛性を高め、先代の575Mと比較して乾燥重量を1,690 kgと低く抑えている。599は先代よりもホイールベースが長く、燃料タンクは後部の中央にマウントされて重量配分も変更された。これによって、599の出力重量比は367 kg/PSとなっている。

### エアロダイナミクス

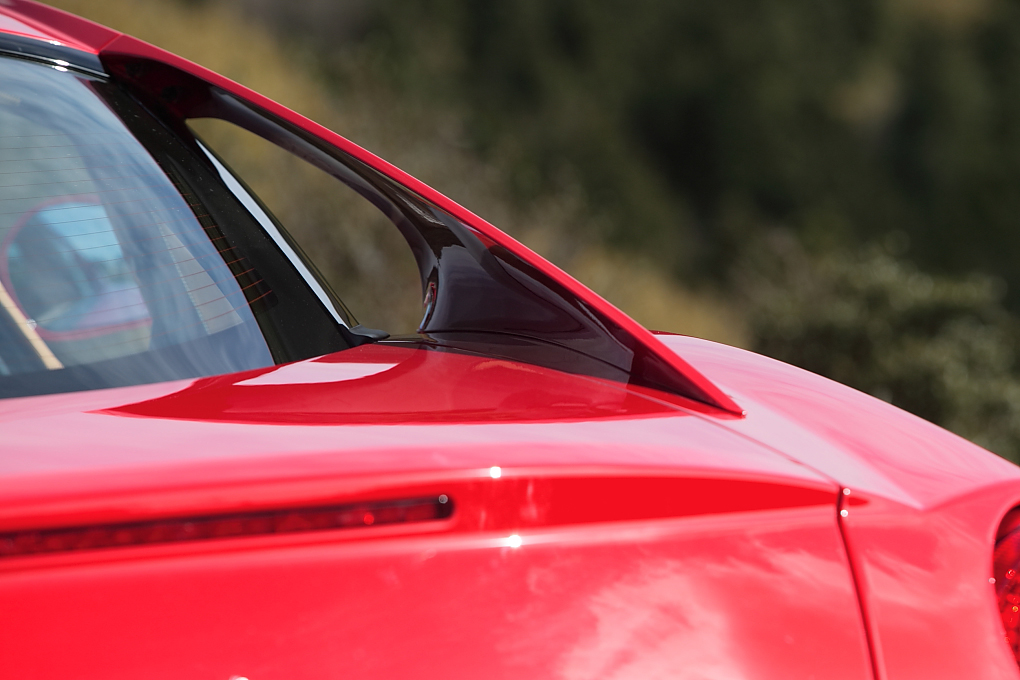
フライング・バットレスとヒドゥンピラー

フラットフロアやリア下面のディフューザーによってダウンフォースを調整している。「フライング・バットレス」スタイルのアーチ型Cピラーは、リアセクションの周りに空気を流すことでダウンフォースをさらに促進し、リアウイングなしでもスポイラーとして空力性能を発揮する。バットレスは当初、エクステリアデザイナーのカストリオタによるスタイリングエクササイズによるものだった。その空力効果は、フェラーリのエアロダイナミクス専門家であるルカ・カルディローラによって、風洞試験で証明された。599は299 km/h (186 mph)で160 kgのダウンフォースを発生させる。また、フロントとリアのボディパネルには機能的なブレーキ冷却ダクトがあり、ブレーキの冷却性能が向上している。

### サスペンションとブレーキ

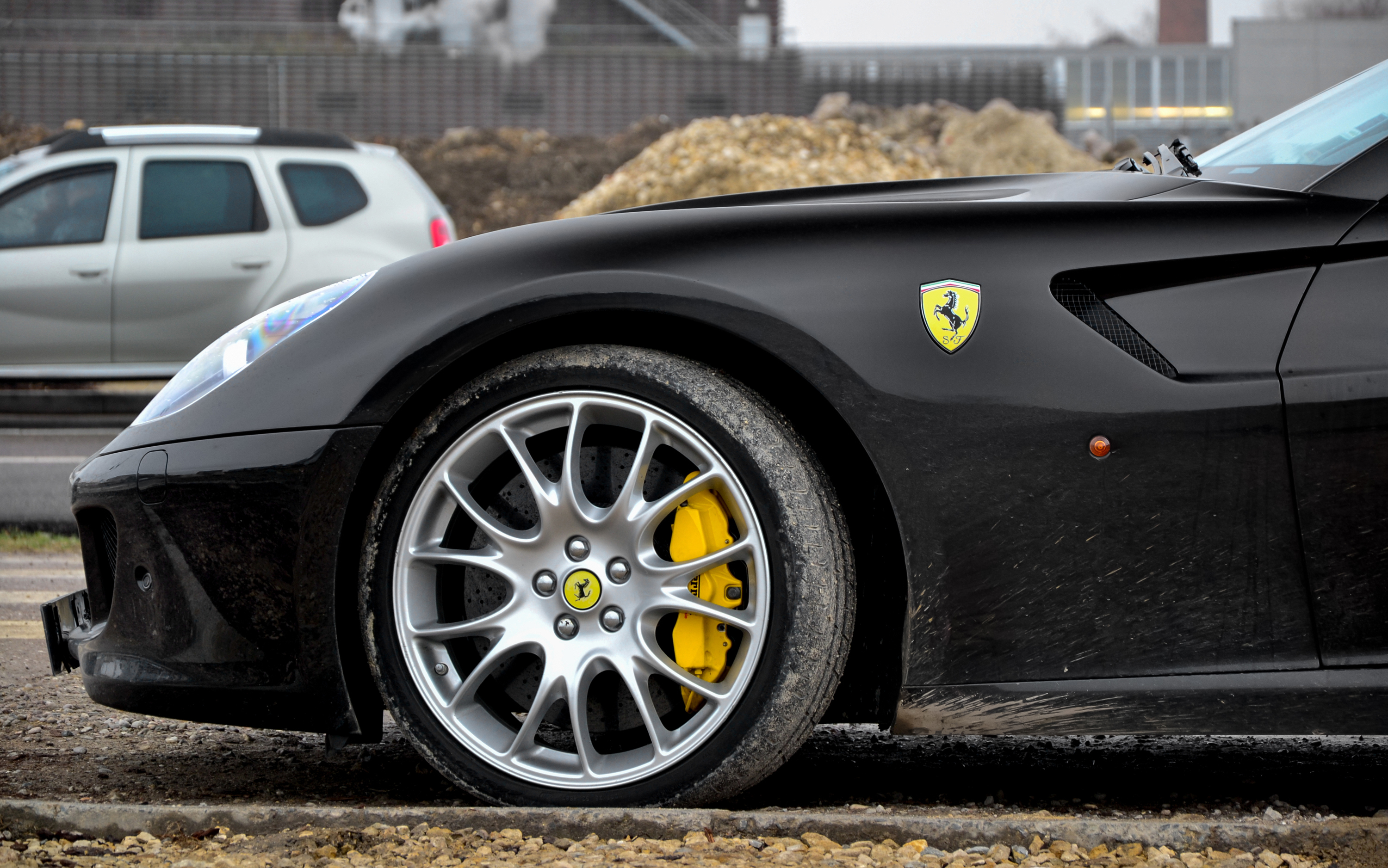
オプション設定されたカーボンセラミックブレーキ

サスペンションはコイルとともに磁性流体セミアクティブダンパーを利用している。ダンパーは、ダンパーリザーバー内の液体によって機能し、液体チャンバー内の磁場にさらされると、その粘度が変化する。液体の機能は反応制御と安定性制御とともに、ステアリングホイールのノブを介して制御される。599には鋳鉄製ブレーキが標準装備され、カーボンセラミックブレーキ（当時のロードカーではほとんど利用されていなかった技術）がオプションとして用意された。ローター径はフロントが398 mm、リアが360 mmである。

### インテリア
599のインテリアは、レザートリムによって高級感のある仕上がりになっていた。運転席は、より良いドライビングポジションを提供するために、わずかに中央に寄せて配置された。計器クラスターは、アナログメーターとスクリーンの組み合わせで構成される。シフトパドルは、アルミニウム製またはカーボンファイバー製から選択でき、ステアリングコラムに取り付けられた。3本スポークのステアリングホイールには、車両の電子システムのコントロールとスターターボタンが取り付けられていた。インテリアには、グローブボックス、ドアパネルに収納スペースがあり、ステレオ、エアコンとそれを操作するためのシンプルなダイヤルとボタンがある。車にはリアシェルフとトランクリッドがあり、十分なトランクスペースを提供する。

### パフォーマンス
フェラーリが公表した性能。
- 0–100 km/h：3.7秒[15]
- 0–200 km/h：11.1秒[16]
- 最高速度：330 km/h

### パッケージオプション
- カロッツェリア・スカリエッティ・プログラム
- ワン・トゥ・ワン
- HGTEパッケージ

## バリエーション

### 599 HGTE
HGTE（ハンドリング・グラントゥーリズモ・エボルツィオーネ）は2009年に発売された、599のハンドリングを向上させるために設計されたアップグレードパッケージである。
より剛性の高いスプリングとリアのアンチロールバーを備えた変更されたセットアップに加えて、ダイヤルがよりスポーティな設定にあるときのマグネライドによる新しいキャリブレーション設定が含まれている。マグネライドは磁性流体ダンパーシステムを備えた自動車用アダプティブサスペンションであり、磁気制御ダンパーまたはショックアブソーバーを使用して、高度に適応性の高い乗り心地を実現する。車高も低くなったため、低重心化が図られた。
本パッケージには、グリップを向上させるコンパウンドを備えた最適化されたタイヤも含まれており、合わせて車の電子システムも変更された。ギアボックスのシフトタイムは、ハイパフォーマンスセッティングでより速くなり、新しいエンジンソフトウェアによりレスポンスが向上した。エキゾーストは、サーキット走行などの激しい使用時にはより目立つスリリングなサウンドを生成するように変更されたが、巡航速度では適切な快適性レベルを提供する。エクステリアとインテリアは、より多くのカーボンファイバーコンポーネントでアップグレードされ、新しい20インチホイールも含まれていた。

### 599 GTO

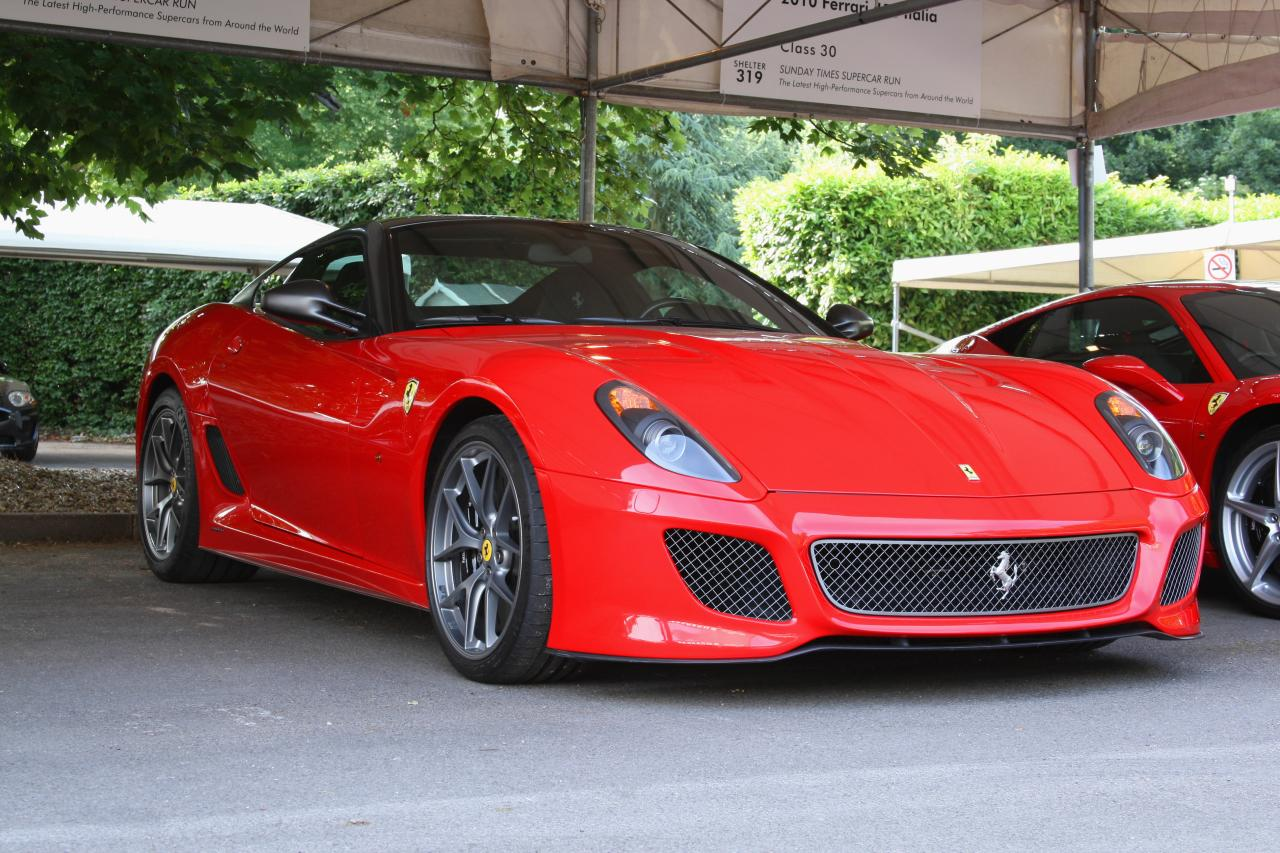
グッドウッド・フェスティバル・オブ・スピード2010での599GTO

2010年4月8日に公開された。フェラーリ・599XXのロードゴーイングバージョンであり、フェラーリ曰くフィオラノサーキットにおいてエンツォ・フェラーリよりも1秒速い1分24秒で駆け抜け当時フェラーリ史上最速のロードカーとされた。
エンジンは、最高出力670 PS (490 kW)/8,250 rpm、最大トルク63.2 kgf·m/6,500 rpmを発揮する。599XXのギアボックス用のマルチシフトプログラムとエキゾーストシステムを備える。最高速度は335 km/h以上、0–100 km/h加速3.3秒未満の性能を誇る。車体重量は1,605 kgで、標準のGTBよりも約100 kg軽量である。生産台数は599台限定で、このうち約125台が米国市場向けに生産された。
フェラーリはGTO（グランツーリスモ・オモロガート）として、1962年の250 GTOと1984年の288 GTO、3台目が599 GTOの2車種のみ生産している。しかしそれまでのGTOとは異なり、599 GTOはどのレースシリーズでもホモロゲーションを受けるようには設計されていなかった。

### 599XX

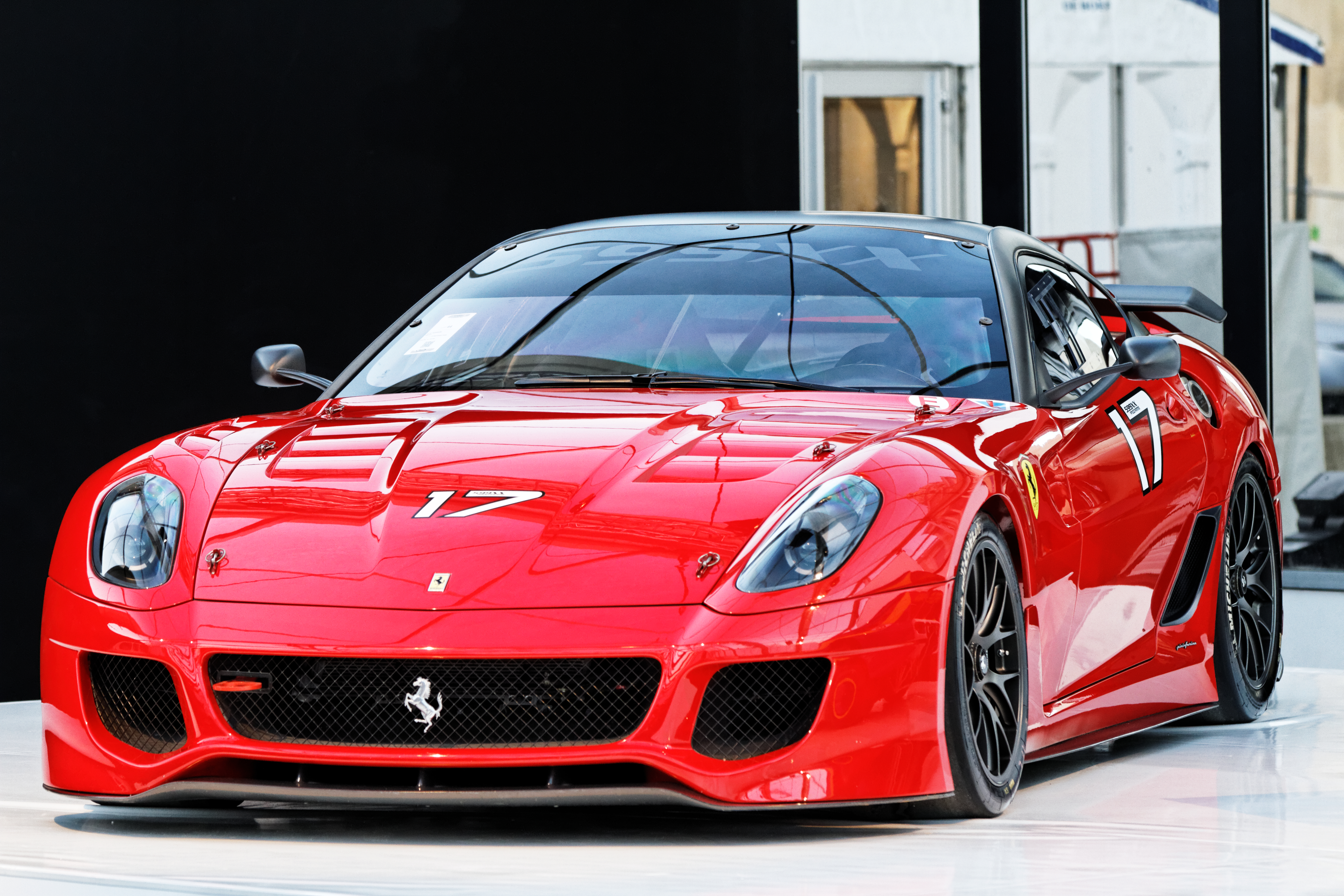
599XX

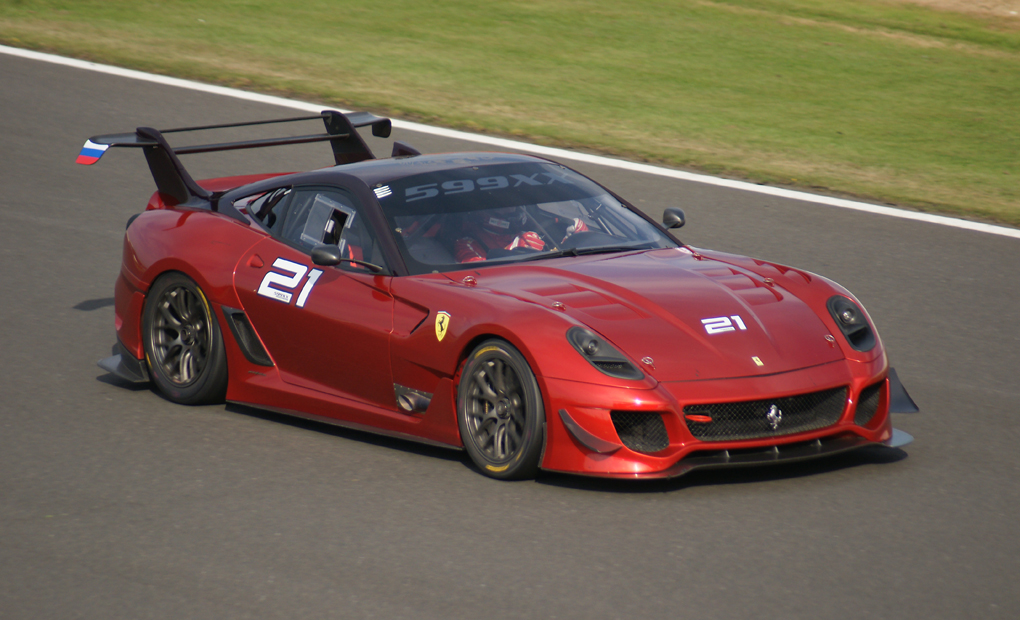
599XX EVO

フェラーリのコルセ・クリエンティ部門が主宰している、フェラーリによって選ばれたオーナーがサーキット走行をすることで、今後開発される車輌のために走行データを蓄積することを目的に開催される「XXクリエンティ」用に開発された専用モデルである。「FXX」に次いで開発され、2009年にジュネーブ・ショーで発表された。日本では、「フェラーリ・フェスティバル・ジャパン2009」の会場である富士スピードウェイのパドックに作られた専用のテントで、「FXX」のオーナーをはじめとした限られたオーナーのみに公開された。
2010年から「599XXプログラム」がスタートし、カスタマーは「FXX」同様にコルセ・クリエンティ部門によるフルサポートプログラムを受けられ、バーチャルレースエンジニア（車両パフォーマンスインデックス）と呼ばれる、車両パフォーマンスをリアルタイムで表示する計器（データロガー）でデータを抽出される。
2011年11月には、空力を中心にアップデートされた「599XXエボリューション（Evo）」が「フィナーリ・モンディアーリ」の会場にて限られたオーナー向けに対してプライベートプレビューされ、2012年4月に鈴鹿サーキットで開催された「フェラーリ・レーシングデイズ」の会場で世界初走行が行なわれた。

## 特別なバリエーション

### SAアペルタ

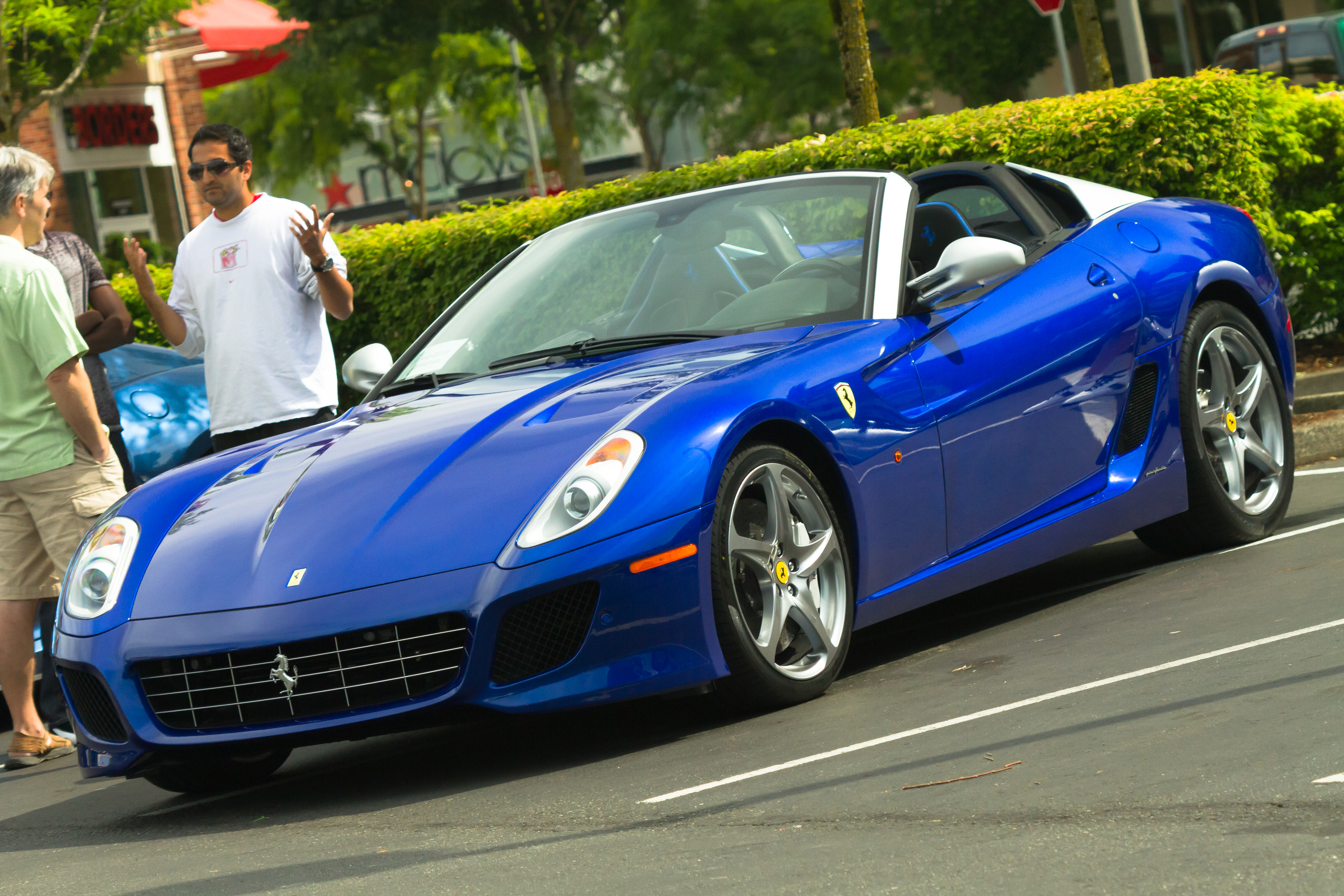
SAアペルタ

2010年9月30日にパリモーターショーで公開された限定モデル。"SA"はセルジオ(Sergio)とアンドレア(Andrea)のピニンファリーナ親子のイニシャルに由来し、ピニンファリーナ社創業80周年を記念して発売される。販売台数もこれにちなんだ世界限定80台のみだが、発表時に全台売約済とアナウンスされており、実際のデリバリーは2011年を予定している。
アペルタ（"Aperta"、イタリア語でオープンカーを指す）の名が示すとおり、599のロードスターモデルであるが、エンジンは599GTO用を搭載。車体もオープンモデル用にシャシーの再設計を行い、リアのアンチロールバーを厚くするなどしてボディ剛性を高めた。また車高を10 mm低くし、フロントウインドスクリーンのサイズを変更してオープン走行時の空力性能を確保、ルーフは市街地走行や室内を雨から保護するためだけに使用される簡易ソフトトップのみの設定とするなどの軽量化が図られた。これらの施策により、599GTBフィオラノに対して16 kg増と、ベース車より重くなりがちなオープンモデルとしては異例のほぼ同等の車重をキープするなど、運動性を重視した仕様である。最高速度は325km/h、0–100 km/h加速は3.6秒である。

### 599 GTB 60F1
2011年12月、フェラーリはF1での勝利60周年を記念して、599 GTBの特別エディションを発表した。1951年に375 F1（ホセ・フロイラン・ゴンザレスによるドライブ）がシルバーストーンで勝利してから、2011年に150°イタリア（フェルナンド・アロンソによるドライブ）がシルバーストーンで勝利を収めるまで、フェラーリはF1レースで数百勝を挙げている。この車は599 HGTEシャーシをベースにしており、剛性の高いサスペンション、短いスプリング、剛性の高いアンチロールバーが採用された。新しい20インチのダイヤモンド仕上げ鍛造アロイホイールとスクーデリア・フェラーリのシールドがボディに標準装備された。塗装仕上げには3つの選択肢があり、フェラーリを象徴するカラーリングが採用された。
ヨーロッパ仕様はサベルトバケットシート、米国仕様はレカロバケットシートを採用しており、どちらもアルカンターラ製となっている。

## ワンオフモデル

### P540スーパーファストアペルタ

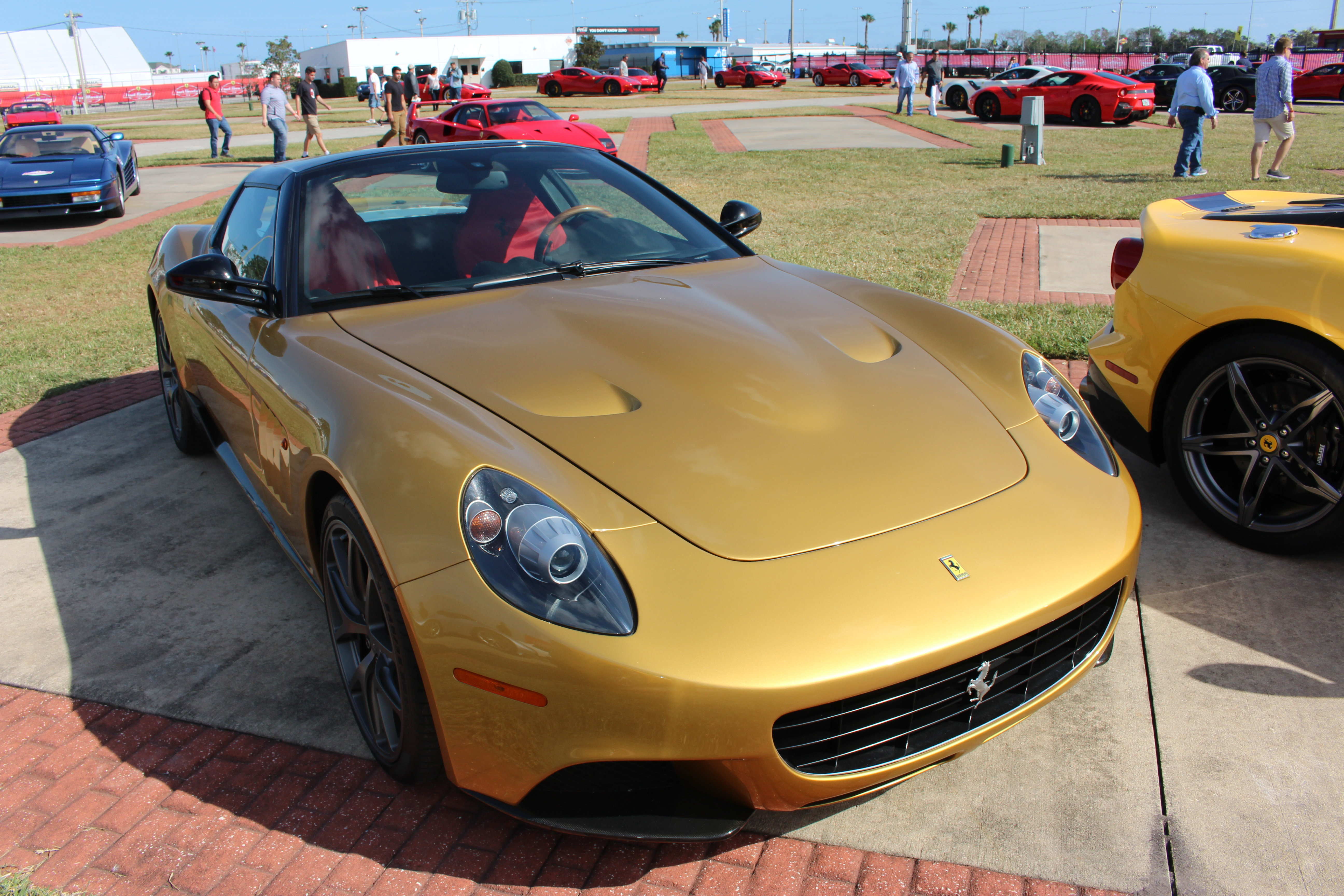
P540スーパーファストアペルタ

2009年12月11日に発表されたワンオフモデルで、アメリカのエドワード・ウォルソンによってオーダーされた。599をベースにしたオープンモデルで、ピニンファリーナがデザインしたボディはゴールドで塗装されている。
ウォルソンは2008年にこの車両の製作を依頼した。内容としては、1968年の映画『スピリッツ・オブ・ザ・デッド』のために製作されたカロッツェリア・ファントゥッツィボディの330 LMBを現代風にアレンジしたものである。P540は実際には、公開に先立つ数か月前にスパイショットで発見されていた。
ピニンファリーナが設計し、マラネッロで製造されたこの車は、国際的な安全性とホモロゲーションの要件に準拠するように設計されている。有限要素解析とカーボンファイバーを使用して、コンバーチブルボディスタイルへの構造変更のために車のシャシーを補強した。599 GTB F1をベースにしているため、P540の仕様の多くはそれに近いものである。開発期間の合計は14か月だった。

### スーパーアメリカ45

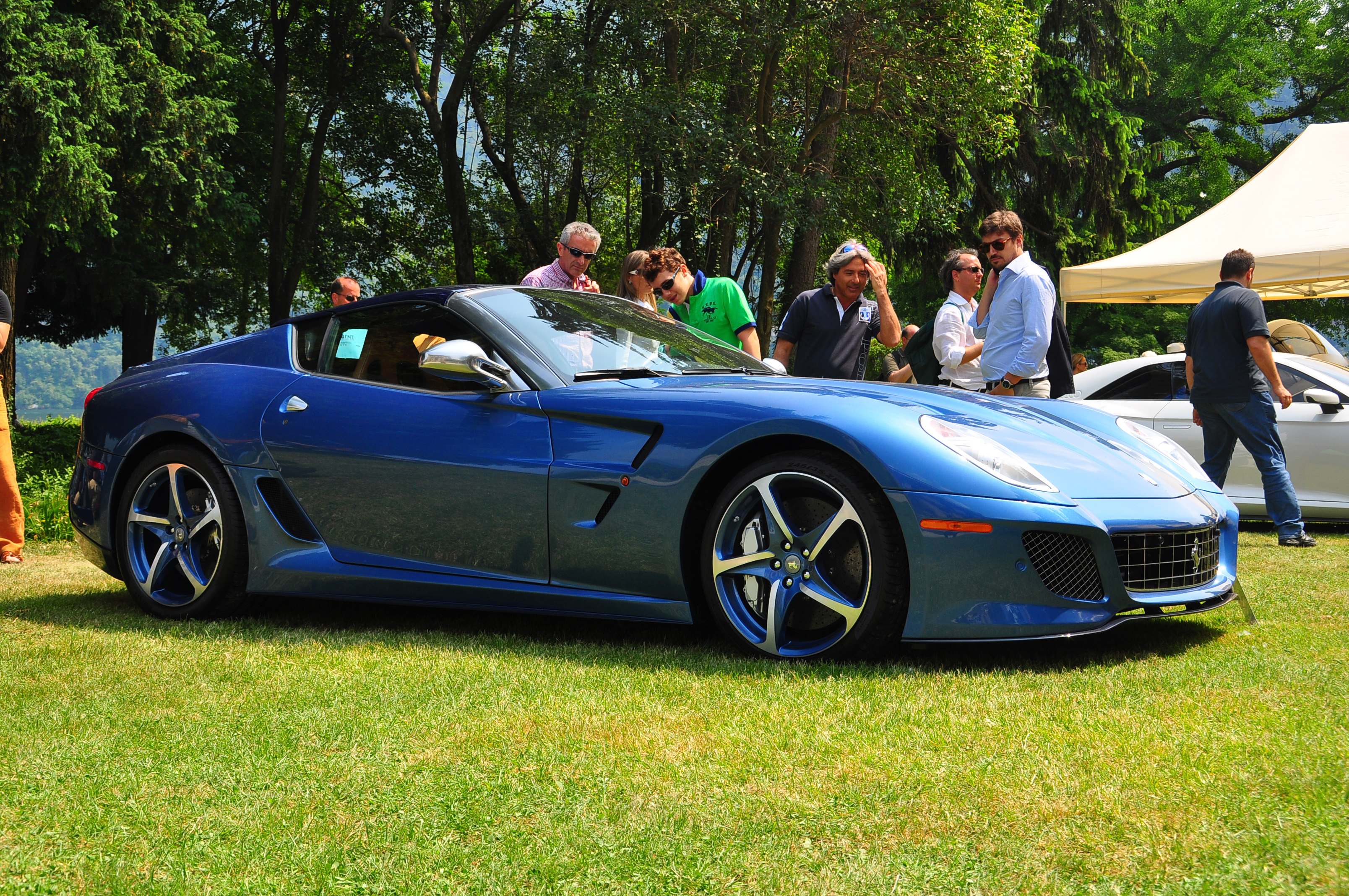
スーパーアメリカ45

2011年5月20日にコンコルソ・デレガンツァ・ヴィラ・デステで発表されたワンオフモデル。長年のフェラーリ愛好家でコレクターのピーター・カリコウがオーダーした。車名の45はカリコウがフェラーリオーナーになってから45周年となることに由来する。599 GTBをベースにした電動開閉式の回転式タルガ・ルーフを備えたオープンモデルである。フェラーリのスペシャル・プロジェクト・プログラムの一環として、セントロ・スティーレ・フェラーリでデザインされ、フェラーリが自社で設計した。
名前の通り、カリコウがコレクションで最も大切な1台と言う2005年のスーパーアメリカの影響を大きく受けている。カーボンファイバー製のハードトップルーフにはリアスクリーンが組み込まれており、スーパーアメリカと同様にキャビンの後ろの水平軸を中心に回転する。同じくカーボンファイバー製のブーツは、開いたときにルーフを収納し、車の後部でダウンフォースを増加させるように再設計された。
ボディカラーはダークブルー（こちらもスーパーアメリカと同色のもの）で、Aピラーやサイドミラー等がアルミの光沢仕上げでシルバーになっている。また、Cピラー付近に小さなリアクォーターウィンドウが備わっている。このほか、クロームメッキのフロントグリル、ボディカラーのホイール、カーボンファイバーパネルが特徴的である。

### 599 GTZ Nibbio Zagato
599 GTBをベースにザガートがデザインし、2007年に発表された。全世界で9台限定で、そのうち7台は6速セミATのF1スーパーファスト、2台は6速MTで製造された。さらにF1スーパーファストを搭載したもののうちの2つはスパイダーである。ダークブルーに塗装され、上半分が白のMT仕様のクーペは、2018年12月にドバイのトミニクラシックスで149万5,000米ドルで売りに出された。GTZ Nibbioのデザインは、1950年代から1960年代にかけての様々なコーチビルドスポーツに触発されている。

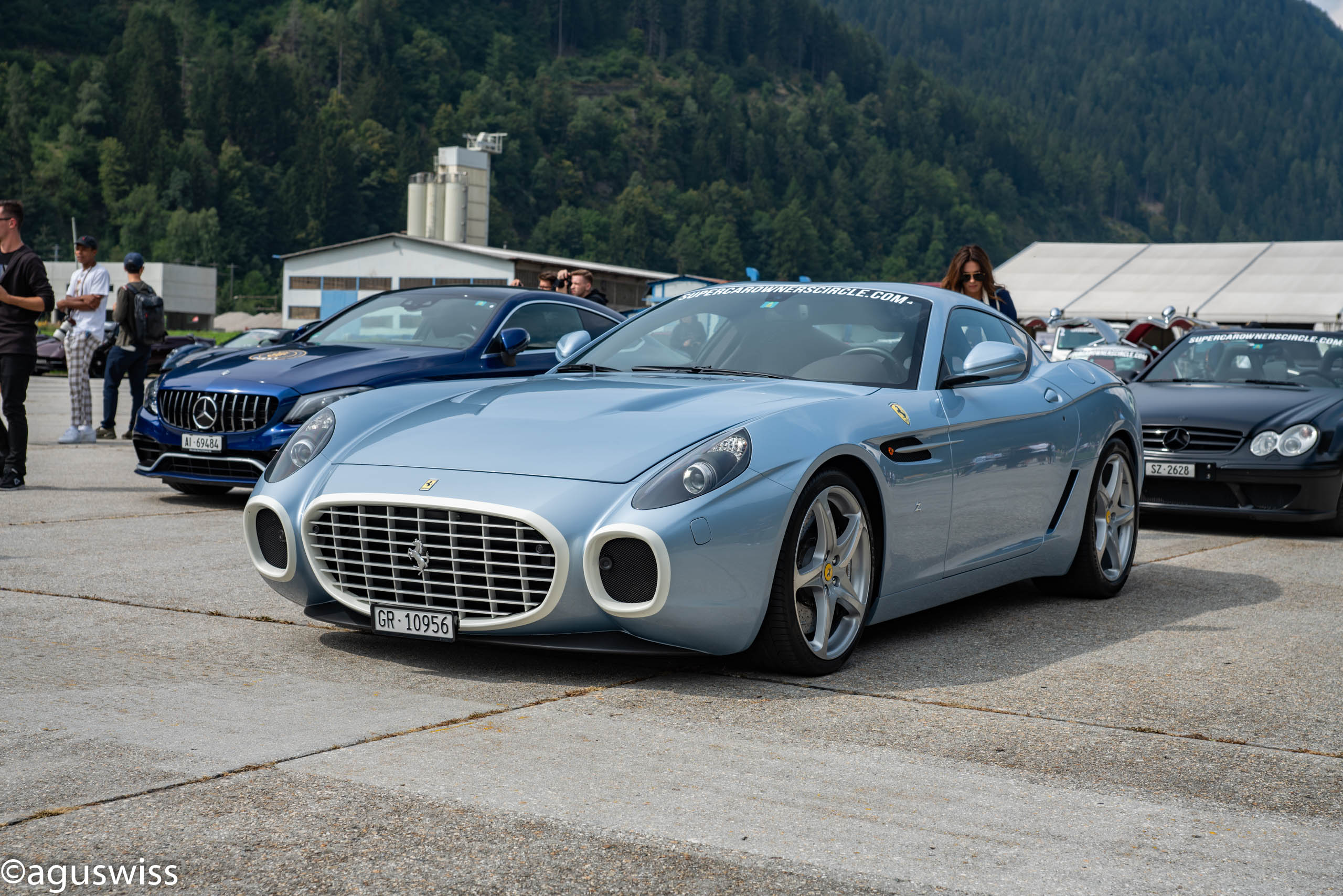
シャシーNo.168018。水色でエッジに白のアクセントの外装色と暗褐色の内装色で彩られ、SAアペルタで導入された5本スポークホイールを装備。
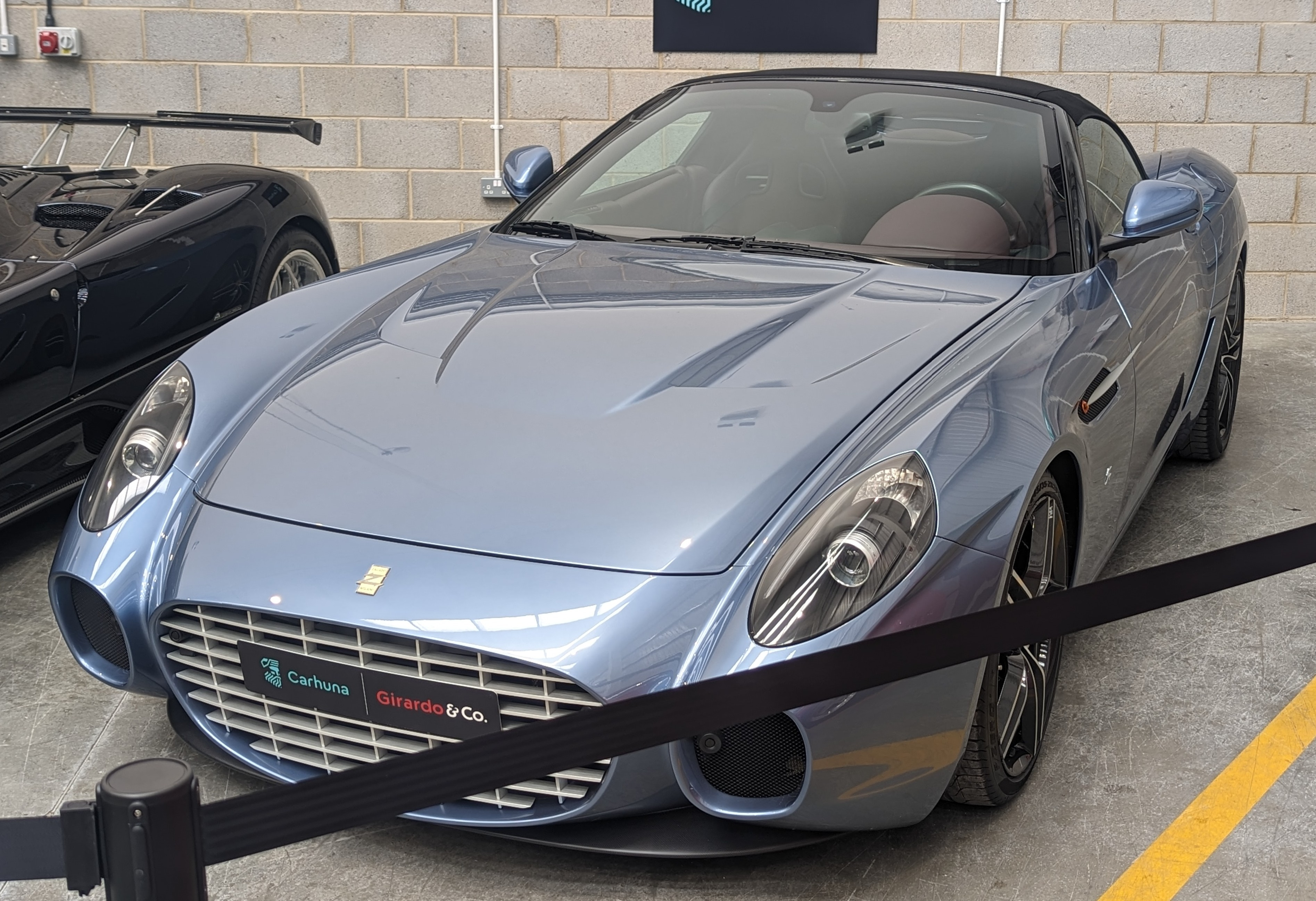
シャシーNo.159626。水色の外装色とダークパープルの内装色で彩られ、599 GTB 60F1に設定された20インチ5本ダブルスポークダイヤモンドカット鍛造合金ホイールを装備。

### SP30

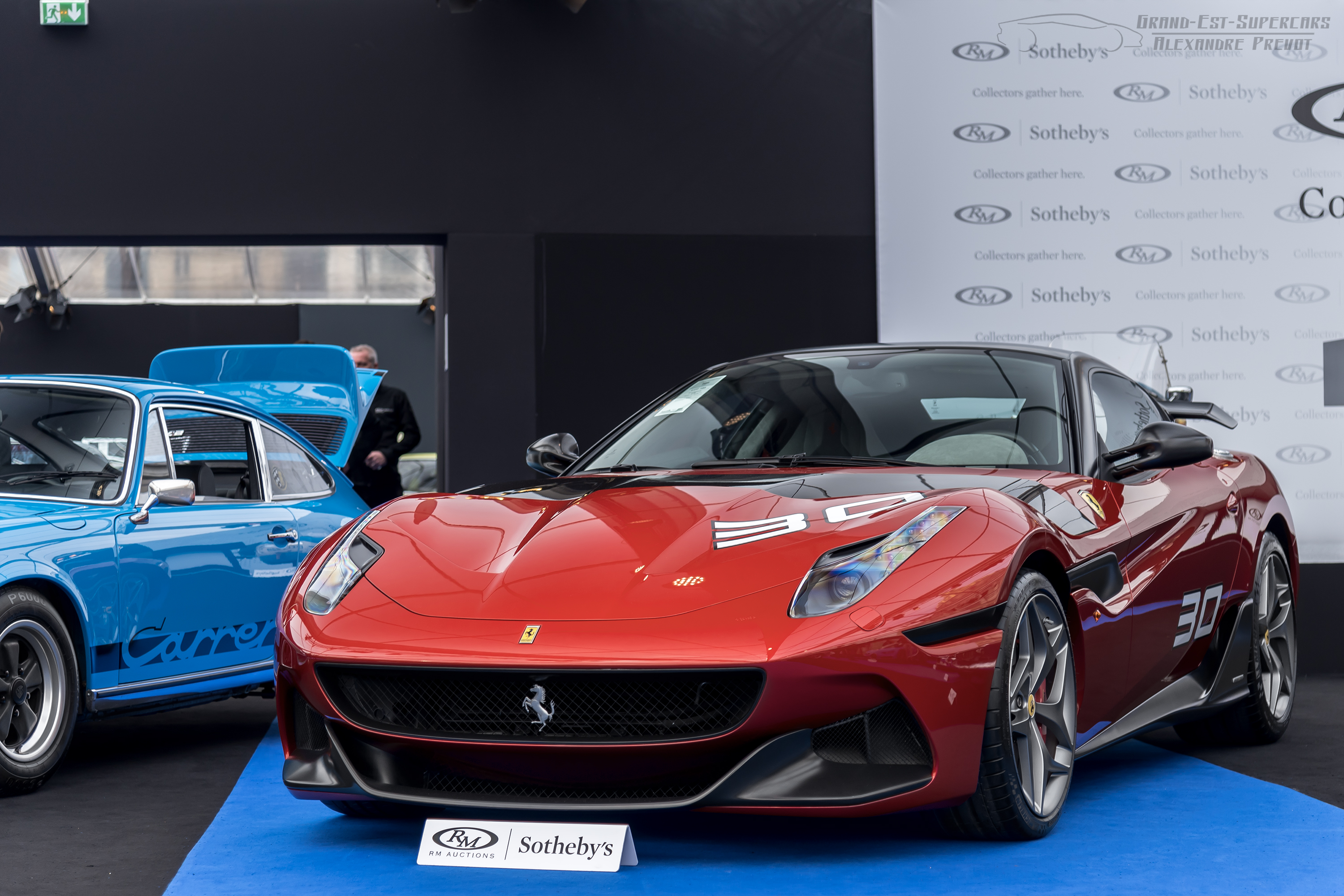
SP30

599GTOをベースにしたワンオフで、2013年に完成した。これは、フェラーリのスペシャルプロジェクト部門が完成させた5番目のプロジェクトであり、599XXと数か月前に発表されたF12の要素が含まれている。アラブにある石油化学会社のオーナーであるチアラグ・アリアから2012年に依頼された。車両識別番号はZFF70RDT7B0188026。
これらのSPシリーズは転売禁止となっているが、アブダビ政府によって押収されたことで本来のオーナーが既に手放しており、米国に輸出されたことでSP30は何度かオークションや中古車市場に登場している。

## プロトタイプ

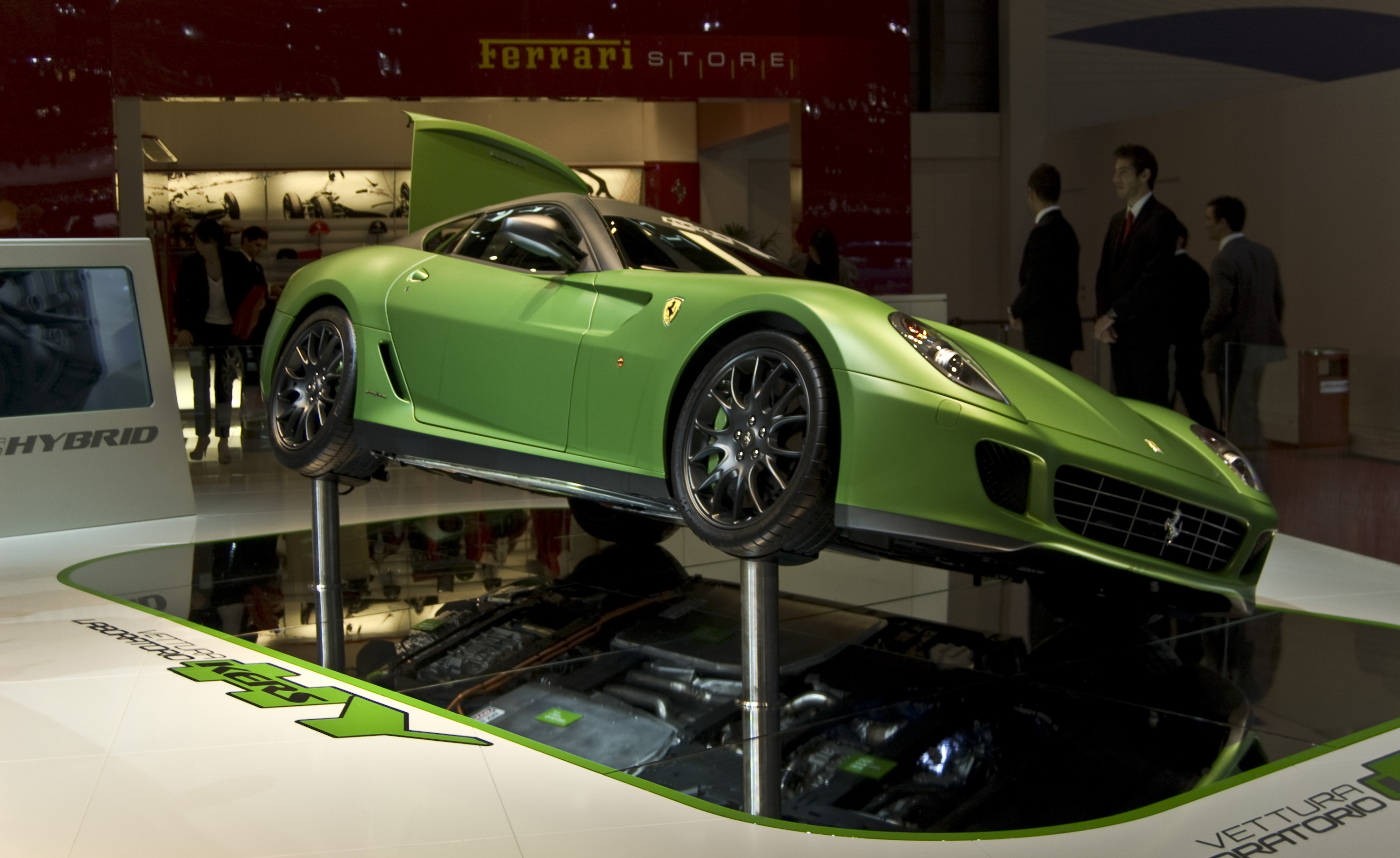
599 HY-KERS

2010年1月28日に、当時のフェラーリ会長であるルカ・ディ・モンテゼモーロによって発表された599のハイブリッド仕様。エンジンはV型12気筒で、リア部分に最大出力100PS以上の小型モーターを搭載する。
代替エネルギー源を使用し、フェラーリがF1マシンで培った運動エネルギー回生システムに基づくハイブリッドシステム「KERS」（キネティック・エナジー・リカバリー・システム）の技術を取り入れた。このKERSのテスト車両として、599が選ばれた。その後、正式にKERSを搭載した市販モデルはラ・フェラーリであることが明らかになった。

## 受賞歴
- Evo - カー・オブ・ザ・イヤー（2006年）[41]
- トップ・ギア - スーパーカー・オブ・ザ・イヤー（2006年）

## 後継車
599の後継車は、ジュネーブモーターショーの数日前の2012年2月29日に発表された。フェラーリは、フェルナンド・アロンソとフェリペ・マッサがフェラーリ自身のテストトラックであるピスタ・ディ・フィオラーノで車を運転するビデオを公開した。F12ベルリネッタと名付けられたこの車は、3月6日のジュネーブモーターショーで正式に発表された。